# Robert Lelangue
Robert Lelangue, né le 4 février 1940 à Etterbeek, est un coureur cycliste et dirigeant d'équipe cycliste belge. Coureur professionnel de 1961 à 1969, il est ensuite devenu directeur sportif de l'équipe Molteni et Fiat France, dans lesquelles il a dirigé Eddy Merckx. Son fils John est également dirigeant d'équipe cycliste.

## Palmarès
- 1959
  - 3e de Bruxelles-Biévène
- 1960
  - Gand-Ypres
  - Tour du lac Léman amateurs
  - 2e de Bruxelles-Opwijk
  - 2e de Gand-Wevelgem amateurs
- 1961
  - Ransart-Beaumont-Ransart
  - 1re étape du Tour de Luxembourg
  - 3e du Circuit du Brabant occidental
- 1962
  - 3e du Tour du Nord-Ouest de la Suisse
- 1963
  - Grand Prix de Saint-Raphaël
  - 2e étape des Quatre Jours de Dunkerque
- 1964
  - Grand Prix de Saint-Raphaël
  - 2e de la Course des raisins
- 1965
  - Tour du Nord-Ouest de la Suisse
  - 2e du Tour des Quatre Cantons
- 1966
  - Grand Prix d'Antibes
  - 2e du Grand Prix Jef Scherens
  - 2e du Grand Prix Pino Cerami
  - 2e du championnat de Belgique sur route
  - 3e du Grand Prix de Monaco
  - 3e de Tielt-Anvers-Tielt
- 1967
  - Grand Prix Jef Scherens
  - Sassari-Cagliari
  - 3e étape du Tour de Sardaigne
  - 2e étape du Tour de Majorque
  - 3e du Circuit du Brabant occidental

## Résultats sur les grands tours

### Tour de France
- 1963 : 69e

## Palmarès sur piste

### Championnats de Belgique
- 1965
  -  Champion de Belgique de l'américaine (avec Theo Verschueren)
- 1966
  - 3e de l'américaine
  - 3e de l'omnium
- 1969
  -  Champion de Belgique de l'omnium
  - 3e de la poursuite

### Six jours
- Six Jours de Montréal : 1964 (avec Lucien Gillen)